# Улинець Василь Георгійович
Василь Георгійович Улинець (нар. 28 травня 1946, село Нове Давидково, тепер Мукачівського району Закарпатської області) — український діяч, 1-й заступник глави Закарпатської обласної державної адміністрації. Народний депутат України 2-го скликання.

## Біографія
Народився у родині складача поїздів та селянки.
У 1964—1966 роках — верстатник Ужгородського механічного заводу Закарпатської області.
У 1966—1970 роках — студент Ленінградської лісотехнічної академії, інженер-механік.
У 1970—1987 роках — майстер, начальник цеху, головний технолог, головний інженер Ужгородського механічного заводу Закарпатської області. Член КПРС.
У 1987—1989 роках — слухач Академії народного господарства при Раді Міністрів СРСР у Москві.
У 1989—1992 роках — головний інженер виробничого об'єднання «Мехзавод» Закарпатської області.
У травні 1992 — грудні 1994 року — 1-й заступник глави Закарпатської обласної державної адміністрації з питань управління територією.
Народний депутат України 2-го демократичного скликання з .04.1994 (2-й тур) до .04.1998, Мукачівський виборчий округ № 168, Закарпатська область. Член Комітету з питань бюджету. Член депутатської фракції «Соціально-ринковий вибір».
З 1994 року — начальник Карпатського територіального митного управління. Потім — пенсіонер.
Був членом ПРВУ (Партії регіонів) (з 1997).

## Нагороди та відзнаки
- медаль «За трудову відзнаку»